# Gyaru

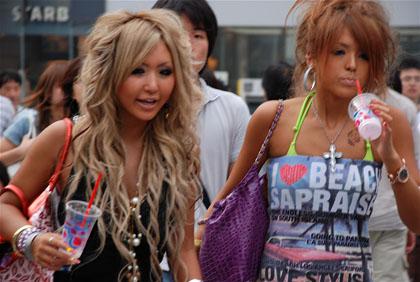
Gyarus de Shibuya.

Gyaru (ギャル) és la transliteració del japonès de la paraula anglesa girl ("noia"). El nom prové d'una marca de texans dels anys 1970 anomenada "gurls", amb la campanya publicitària amb l'eslògan "No puc viure sense homes". Posteriorment va ser aplicada a les noies adolescents o de vint-i-pocs anys que s'obsessionaven per la moda i les relacions socials. El seu ús es va popularitzar als anys 1980 i després ha anat decaient.

## Tipus
Hi ha diverses subcategories de gyarus, depenent de l'estil de moda i també del gènere.
- ganguro gyaru (ガングロギャル): una "gal" amb un bronzejat artificial i cabell tenyit de ros. Aquest estil va ser molt popular a finals dels 90 i principis de 2000.
- Kogals (en japonès: kogyaru): generalment una estudiant d'institut (高校 生 kōkōsei) o dones joves urbanites. Tenen alts ingressos i se'ls gasten en moda i activitats socials (com telefonia mòbil). La seua estètica consisteix en: minifaldilla, sabates que eleven l'estatura, bronzejat artificial i cabells tenyits. Els agrada estar per Shibuya. Són conseqüència de la inseguretat dels estudiants d'educació secundària. Algunes apareixen en la pornografia underground i/o entren al negoci de les enjo kosai i les buruseras (botigues on es ven la roba interior utilitzada, que sobretot compren executius de classe mitjana per a olorar-les).[6]
- Mag gyaru: una "gal" que estudia a la secundària. (中 学校 chugakko).
- Oyajigyaru (オヤジ ギャル): ve d'Oyaji i gyaru. Una gyaru que es comporta i vesteix d'una manera rude i masculina.
- Oneegyaru (お 姉 ギャル): Una gyaru que ja s'ha sortit de l'Institut, i passa a ser una onee-sant (literalment "germana gran", aquí usat com a "senyoreta"). L'estil és més sofisticat.
- Ogyaru (汚 ギャル): una gyaru que s'abandona en la seva neteja i neteja al vestir.
- Gyaruo (ギャル 男): la versió masculina d'una gyaru.
- Manba (マンバ): porten un bronzejat més profund i maquillatge pàl·lid com a contrast. Amb els cabells llargs i en tons pastel o ros. Usen vestits llargs i decapats.
- Kigurumin *: vesteixen kigurumi, un tipus de pijama que les fa semblar animals o personatges d'anime.
- Bibinba (ビビンバ): aquest aspecte normalment inclou un munt de joieria i abaloris.
- Banba (バンバ): és una versió més lleugera i alegre de les manba.
- Kyoba bo-i: la versió masculina d'una Banba.
- Himegyaru (姫 ギャル): noies que es vesteixen de princeses. Porten els cabells llargs i roba de dissenyadors com Liz Lisa.
- gyaru-kei (ギャル 系): versió moderna de l'estil gyaru. Hi ha molts subtipus, com Amekaji (informal americà), Saiko, Bohemi, Rokku (Rock), o Haady (una mena de punk-pastel).